# Genyodectes
Genyodectes is een geslacht van vleesetende theropode dinosauriërs, behorend tot de groep van de Neoceratosauria, dat tijdens het vroege Krijt leefde in het gebied van het huidige Argentinië.

## Vondst en naamgeving
De typesoort Genyodectes serus werd in 1901 benoemd en beschreven door Arthur Smith Woodward. De geslachtsnaam is afgeleid van het Klassiek Griekse genys, "kaak", en dektes, "bijter". De soortaanduiding betekent "de late" in het Latijn.
Het fossiel, holotype MLP 26-39 (Museo de La Plata), is ergens tussen 1896 en 1898 door Santagio Roth gevonden in de Cañadón Grande, in de provincie Chubut, in lagen van de Cerro Barcino-formatie die stamt uit het Aptien-Albien. Het bestaat uit de voorkant van de schedel en onderkaken, waaronder de praemaxillae, delen van de maxillae, de dentaria, het linkerspleniale en delen van de supradentaria. Zowel boven- als onderkaken bevatten nog vele tanden. Het fossiel is slecht geconserveerd maar vertegenwoordigde tot 1970 het meest complete materiaal van een theropode dat in Zuid-Amerika was gevonden.

## Beschrijving

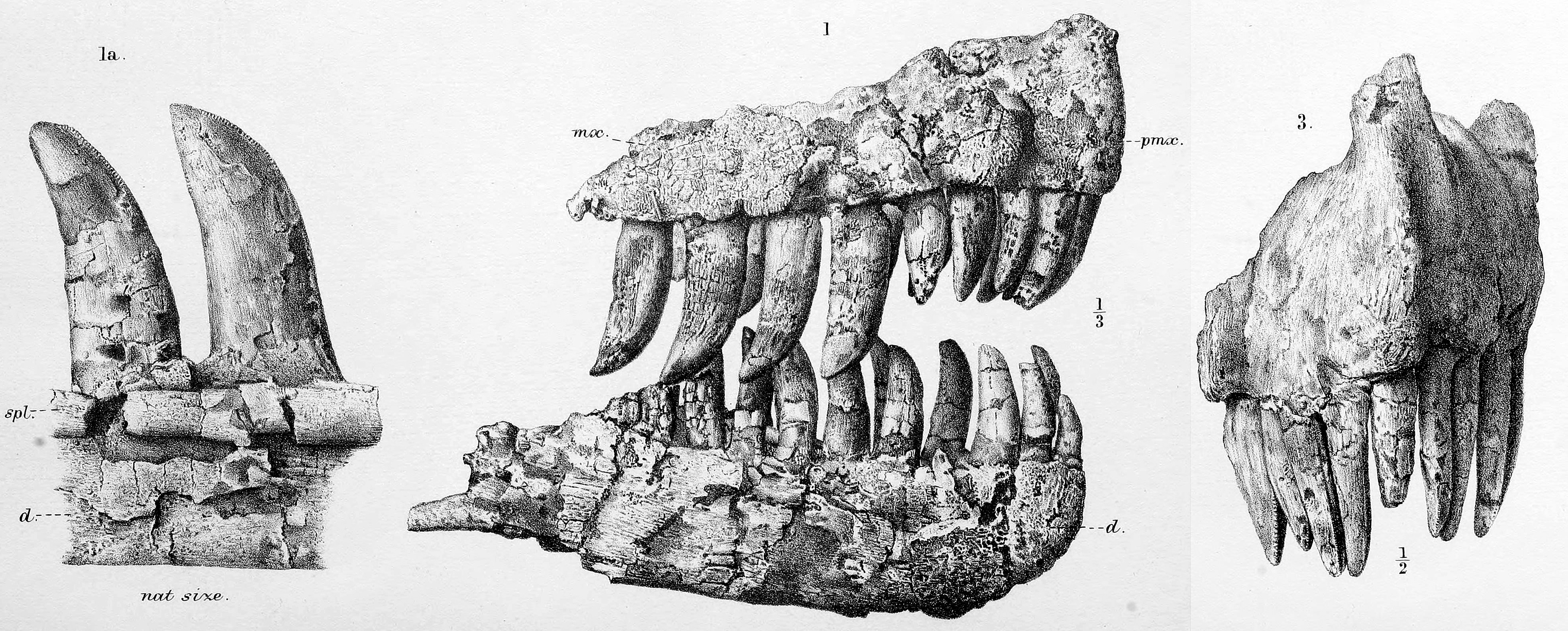
Illustratie van het holotype uit 1901

De schedel van Genyodectes heeft een geschatte lengte van ongeveer dertig centimeter, wat erop duidt dat het een vrij kleine roofsauriër betreft met een lichaamslengte van zo'n drie meter. In 2016 was er echter een veel ruimere schatting van 6,25 meter bij een gewicht van 790 kilogram.
De voorkant van de snuit is massief gebouwd, hoog met een U-vormige doorsnede. Ook de onderkaken hebben een forse bouw. Ondanks de geringe absolute omvang was de soort dus kennelijk gespecialiseerd in bijtkracht, een vermoedelijke aanpassing aan het bejagen van grotere prooien. In de praemaxilla staan vier tanden, in de maxilla vermoedelijk vijftien en in de onderkaak vermoedelijk veertien voor een totaal van 66. De tanden zijn zeer lang: de langste tandkroon in de maxilla heeft een lengte van 95 millimeter wat betekent dat de tand bij het sluiten van de bek onder de onderrand van de onderkaak uitstak. De tanden zijn naar achteren gebogen en sterk afgeplat. De tanden in de praemaxilla overlappen elkaar, een uniek kenmerk binnen de theropoden met mogelijke uitzondering van Ceratosaurus.

## Fylogenie
Woodward wees Genyodectes toe aan de Megalosauridae, indertijd een verzamelterm voor allerlei theropoden. Friedrich von Huene dacht in 1932 aan de Dinodontidae, dat wil zeggen de groep die we tegenwoordig als de Tyrannosauridae aanduiden, voornamelijk wegens de zware bouw van de kaken. Afgezien daarvan toont Genyodectes echter geen overeenkomsten met de tyrannosauriden en de soort werd later meestal als een Theropoda incertae sedis beschouwd, mede wegens onduidelijkheden over de precieze herkomst van het fossiel, of zelfs als een nomen dubium. In 2004 wees Oliver Rauhut er echter op, profiterend van een nieuwe preparering van het fossiel waarin het van het omvattende gesteente werd losgemaakt, dat het taxon wegens de unieke bouw juist duidelijk te onderscheiden was. Hij concludeerde, na de datering van het fossiel nader bepaald te hebben, tot een plaatsing in de Ceratosauria, heel misschien in een, wegens de oorspronkelijke vier in plaats van drie tanden in de praemaxilla, basale positie in de Ceratosauridae. Hij verwierp een plaatsing in de meer afgeleide Abelisauridae, zoals eerder gesuggereerd door Gregory S. Paul. Later echter hebben verschillende kladistische analyses wel degelijk een basale positie in de Abelisauridae tot uitkomst gehad.